# Projet solaire Catalina
Le projet solaire Catalina est une centrale solaire photovoltaïque géante, d'une puissance crête de 143,2 MWc, située dans le désert des Mojaves, au sud-ouest des monts Tehachapi (comté de Kern, Californie). En construction depuis mai 2012, elle est complètement opérationnelle seulement une quinzaine de mois plus tard, en août 2013.

## Présentation

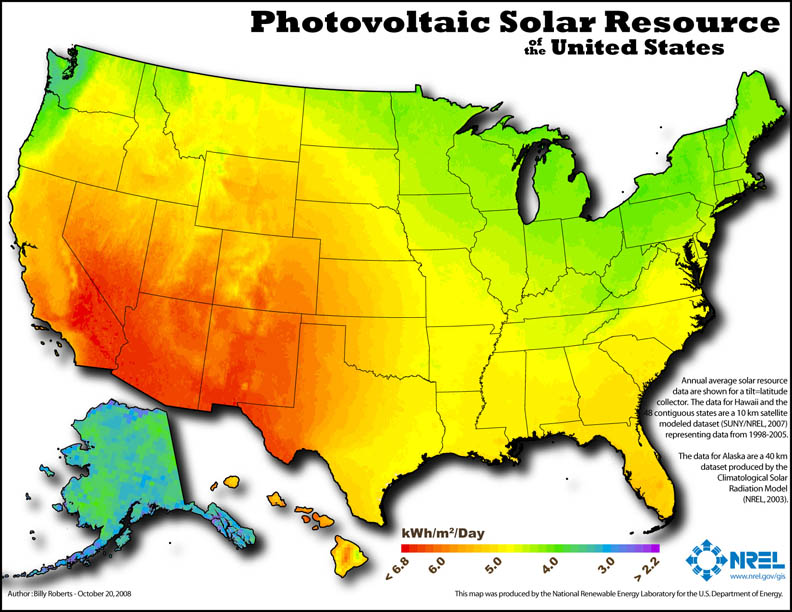
Énergie solaire moyenne annuelle aux États-Unis, reçue par une cellule PV inclinable (modélisation).

La centrale solaire Catalina est située à mi-distance des villes de Bakersfield et Tehachapi, dans une région à fort ensoleillement toute l'année. Elle a été développée et construite en deux phases successives par enXco (filiale américaine d'EDF Énergies Nouvelles). La phase 1 du projet (concernant 60 MWc) a été raccordée au réseau fin 2012 et la phase 2 mise en service en août 2013.
L'exploitation et la maintenance de la centrale sont confiées à EDF Renewable Services, une filiale d'EDF Renewable Energy, qui est elle-même une filiale américaine d'EDF Énergies Nouvelles.
À une cinquantaine de kilomètres au sud-est du site, se trouve le parc éolien du col de Tehachapi (en).

## Technologie
Les modules solaires photovoltaïques fixes sont conçus sur la base d'une technologie de nouvelle génération, dite à « couches minces » :
- ceux de type CIGS (cuivre, indium, gallium, sélénium), représentant 82 MWc, sont fabriqués par la société japonaise Solar Frontier (en) ;
- ceux à base de tellurure de cadmium (CdTe), représentant 61 MWc, sont fournis par la société américaine First Solar.

### Chiffres-clés
- Superficies :
  - centrale : >360 ha[4] ;
  - site : 445 ha (1 100 acres[3]).
- Nombre de panneaux PV : >1,1 million[4].
- Production annuelle équivalente à la consommation électrique annuelle d'environ 35 000 foyers américains[3].
- Classée 8e centrale photovoltaïque au monde en termes de capacité installée, en août 2013[4].
- Économie de CO2 : ~74 000 t/an[3].
- Durée du contrat : 25 ans, l'électricité produite est vendue à la compagnie américaine San Diego Gas & Electric (en) (SDG&E)[4].

## Production d'électricité
| Année | janv.  | févr.  | mars   | avril  | mai    | juin   | juil.  | août   | sept.  | oct.   | nov.   | déc.   | Total   |
| ----- | ------ | ------ | ------ | ------ | ------ | ------ | ------ | ------ | ------ | ------ | ------ | ------ | ------- |
| 2012  |        |        |        |        |        |        |        |        |        |        |        | 200    | 200     |
| 2013  | 5 182  | 12 279 | 15 964 | 0      | 11 317 | 20 616 | 23 709 | 27 338 | 25 989 | 24 506 | 18 629 | 18 707 | 204 236 |
| 2014  | 18 991 | 19 563 | 24 927 | 27 237 | 28 264 | 28 924 | 27 446 | 27 679 | 25 766 |        |        |        | 228 797 |
| Total | Total  | Total  | Total  | Total  | Total  | Total  | Total  | Total  | Total  | Total  | Total  | Total  | 433 233 |